# Alekszandr Nyikolajevics Lüders
Alekszandr Nyikolajevics von Lüders (Александр Николаевич Лидерс, más átírásokban Lüdersz vagy Ligyersz) (1790. január 26. – Szentpétervár, 1874. február 13.) gróf, orosz gyalogsági tábornok. Harcolt a napóleoni háborúkban. Az 1848–49-es szabadságharcban a cári intervenciós csapatok egyik hadseregparancsnoka.

## Élete
Német eredetű katonacsaládban született Podóliában. 1807-ben lépett a cári hadseregbe. Részt vett a Napóleon ellen vívott 1812-es háborúban, és a hatodik koalíció 1813–1814-es háborúiban. A novemberi felkelés idején vezérőrnagyként egy gyaloghadosztály parancsnoka volt. Varsó bevételében hadosztályával kiválóan szerepelt, ezért altábornaggyá léptették elő. 1838-tól gyalogsági tábornokká léptették elő és egy gyalogos hadtest parancsnokává nevezték ki.
1848 júliusában hadtestével megszállta Moldvát és a Havasalföldet. Puchner Antal kérésére 1849 februárjában Szkarjatyin és Engelhardt tábornokok vezetésével cári csapatokat küldött Nagyszebenbe és Brassóba, őket azonban Bem tábornok rövidesen kiverte onnan.
1849 nyarán, a cári intervenció megindításakor feladata Erdély birtokba vétele volt, majd ezután a kialakult hadi helyzetnek megfelelően be kellett volna avatkoznia a magyarországi harcokba. Mintegy harmincezer fős hadserege élén 1849. június 19-én a Tömösi- és a Törcsvári-szoroson indult meg Erdély felé. A Tömösi-szorosnál súlyos harcokban áttörte Kiss Sándor honvéd ezredes védelmét, majd június 20-án elfoglalta Brassót. Ezután Hasford tábornok vezetésével egy kilencezer fős egységet indított Gál Sándor csapatai ellen Székelyföld elfoglalására, ő maga pedig Nagyszeben felé indult. Bem gerilla-hadviselést alkalmazott a szövetséges csapatok ellen: váratlan helyen többször támadott, majd visszavonult. Ezekben a kisebb ütközetekben többnyire vereséget szenvedett, de mindvégig meg tudta akadályozni, hogy Lüders csapatai kijussanak Erdélyből, és a magyar főerők hátába kerüljenek. A harcokban az erdélyi magyar haderő lassan felmorzsolódott, az oroszok döntő fölénybe kerültek. Lüders július 20-án a Vöröstoronyi-szorosnál kiszorította Ihász Dániel ezredes csapatait a Havasalföldre, július 31-én a segesvári ütközetben vereséget mért Bem hadseregére, majd augusztus 6-án a nagycsűri ütközetben szinte teljesen megsemmisítette az erdélyi magyar hadsereget. Ezután Stein Miksa Gyulafehérvárt ostromló serege ellen fordult, és azt augusztus 12-én Szászsebesnél legyőzte. Az erdélyi hadsereg Beke József ezredes vezette maradványai augusztus 18-án Dévánál tették le a fegyvert Lüders csapatai előtt.
Erdélyi győzelmeiért megkapta a Katonai Mária Terézia-rend parancsnoki keresztjét és a Szent György-rend 2. fokozatát. 1854-ben részt vett a törökök elleni hadműveletekben, 1856-ban őt nevezték ki a krími csapatok főparancsnokává. Betegsége miatt rövidesen kérte nyugállományba helyezését. 1861 októberében a Kongresszusi Lengyelország cári helytartója lett, de 1862 júliusában leváltották. Helytartósága végén Varsóban merényletet követtek el ellene, amelyben megsebesült. Ekkor kapta a grófi rangot.